# Arbesbach
Arbesbach är en ort och kommun  i Österrike. Den ligger i distriktet Zwettl i förbundslandet Niederösterreich, 110 kilometer nordväst om huvudstaden Wien. 
Kommunen består av 12 orter (Ortschaften) (inom parentes invånarantal 1 januari 2024):

- Arbesbach (654)
- Brunn (122)
- Etlas (70)
- Haselbach (59)
- Kamp (63)
- Neumelon (53)
- Pretrobruck (66)
- Purrath (76)
- Rammelhof (141)
- Schönfeld (89)
- Schwarzau (51)
- Wiesensfeld (126)